# 荆棘冠冕喷泉
40°50′46″N 14°15′31″E / 40.846151°N 14.258564°E

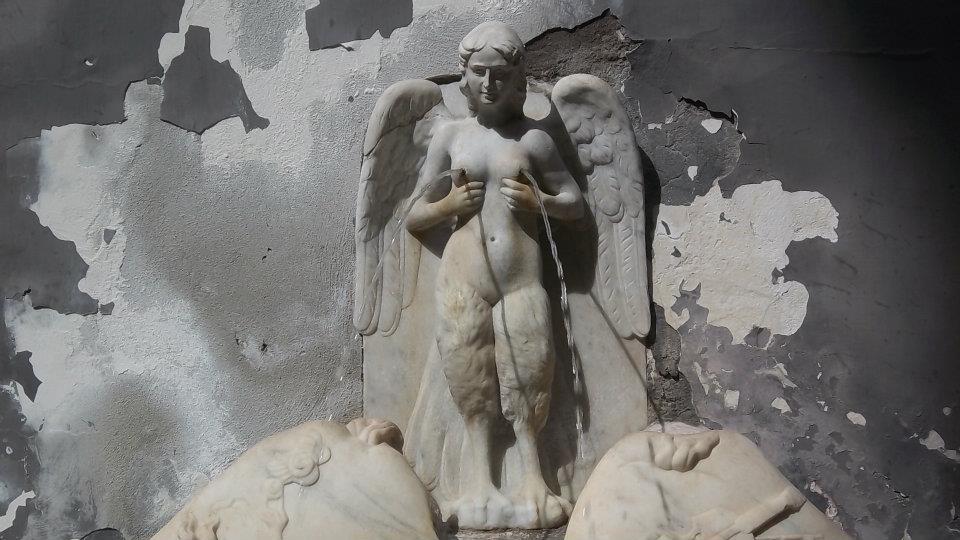
细部

荆棘冠冕喷泉(義大利語：Fontana della Spinacorona)，俗称“乳房喷泉”（Fontana delle Zizze），是那不勒斯市中心一个古老的喷泉，位于荆棘冠冕圣加大肋纳堂（Santa Caterina della Spina Corona）的墙边。

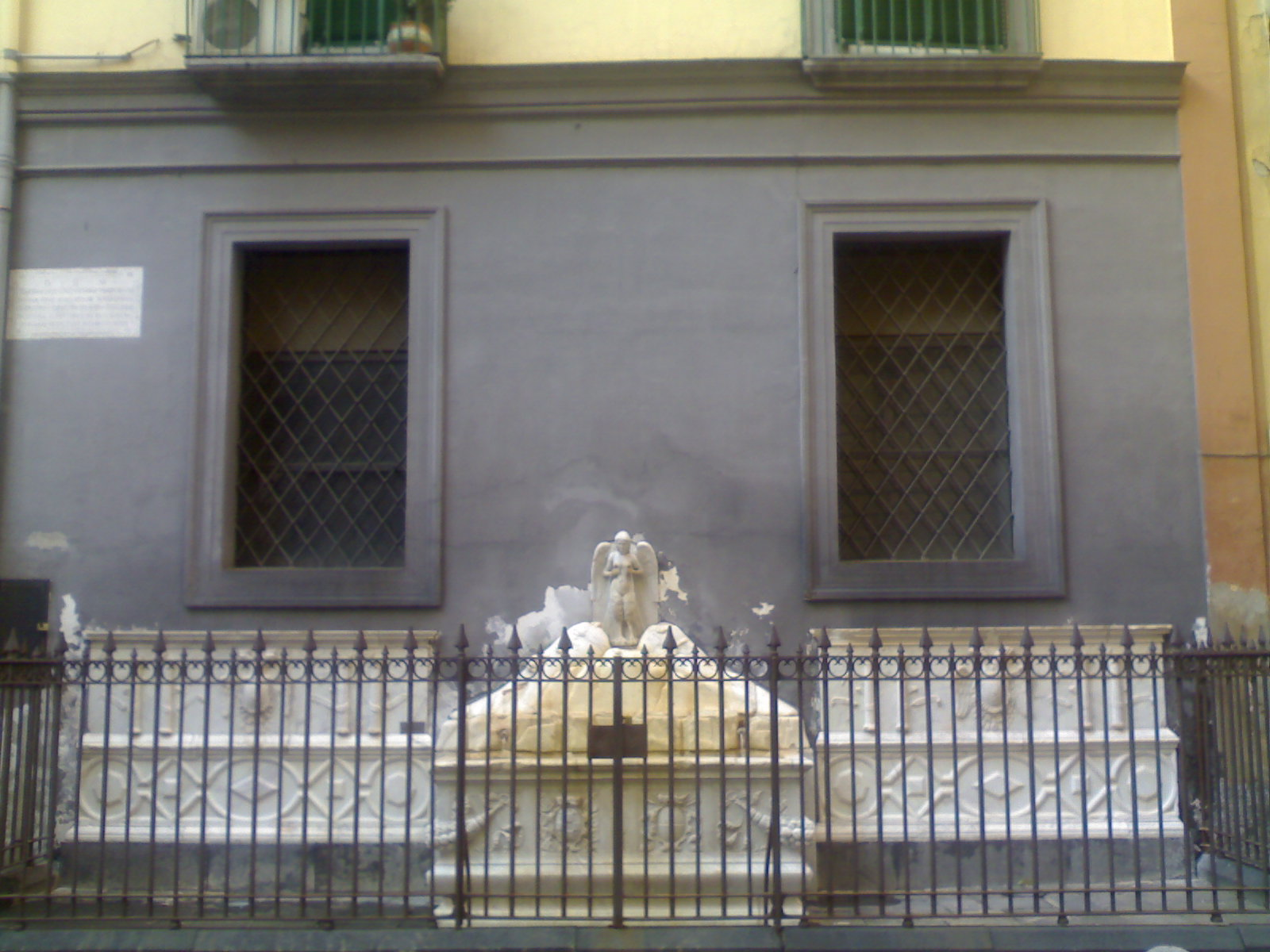
荆棘冠冕喷泉

## 历史
文件证明此处在1498年重建了喷泉。16世纪中叶，总督佩德罗·阿尔瓦雷斯托莱多委托乔瓦尼·达诺拉设计目前的喷泉，拥有查理大帝的纹章。
雕塑描绘塞壬（海妖）帕耳忒诺珀的乳房中喷水，熄灭维苏威火山的火。今天看到的喷泉是一个副本，原作自20世纪20年代收藏在圣玛蒂诺修道院博物馆。